# Breitschnauzenkaiman
Der Breitschnauzenkaiman (Caiman latirostris) ist eine Art aus der Familie der Alligatoren.

## Merkmale
Der Breitschnauzenkaiman erreicht eine maximale Körperlänge von etwa 3,50 Metern. Allerdings werden die Männchen selten über drei Meter lang, die Weibchen bleiben in der Regel nur etwa zwei Meter lang. Er ist gleichmäßig grau- bis olivbraun gefärbt. Die Schnauze dieses Kaimans ist sehr breit und stumpf und weist eine dunkle Zeichnung an den Kiefern auf, die zu Verwechslungen mit dem Brillenkaiman (Caiman yacare) führen kann.

## Unterarten
Zwei Unterarten sind bekannt:
- Gemeiner Breitschnauzenkaiman (C. latirostris latirostris (Daudin, 1802))
- Chaco-Breitschnauzenkaiman (C. latirostris chacoensis Freiberg & Carvalho, 1965)

## Verbreitung

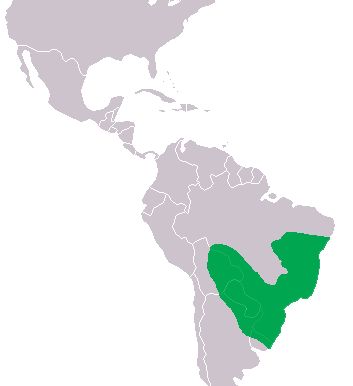
Verbreitung

Der Breitschnauzenkaiman findet sich vor allem in großräumigen und flachen Süßwassersümpfen, kann sich jedoch auch in Mangroven, Seen oder Flussbereichen aufhalten. Sein Verbreitungsgebiet liegt an der Ostküste Südamerikas vom brasilianischen Rio Grande do Norte bis in das südliche Uruguay sowie außerdem in den Becken von São Francisco, Rio Doce, Paraíba, Paraná sowie des Río Paraguay im Grenzgebiet von Brasilien und Argentinien.

## Lebensweise
Breitschnauzenkaimane bauen Hügelnester aus Erde und Pflanzenmaterial, in die sie 30 bis 60 Eier legen.
Die Jungtiere ernähren sich vor allem von Insekten und Schnecken. Außerdem gehören zu ihrem Nahrungsspektrum Krebstiere und Fische sowie bei größeren Exemplaren auch Vögel und kleine Säugetiere.